# Mangefrøet gåsefod
Mangefrøet Gåsefod (Chenopodium polyspermum) er en nedliggende eller opstigende urt, der er 20-50 cm høj. Planten vokser i Danmark nær bebyggelser, i skovrydninger og på agerjord.

## Beskrivelse
Mangefrøet Gåsefod er en enårig plante, der er glat eller meget svagt melet på de yngre dele. Den er af og til rødligt anløben. Hovedstænglen er opstigende eller liggende (sjældent opret) og udspærret grenet. Bladene er lysegrønne til mørkegrønne, ægformede eller ovale og tynde med hel rand.
Arten blomstrer i juli til september, hvor blomsterne sidder i åbne kvaste eller tætte aks fra bladhjørnerne. Frugten er en nød, der er 0,9-1,2 mm i diameter. Den er fladtrykt og ligger vandret i bægeret. Ved frugtmodning åbnes blosteret og frugten falder af uden bægeret. Frøgemmet er løst tilhæftet frøet, der er brunt til sort og glinsende med but kant. Frøoverfladen har utydelige gruber og radiære furer, der er bugtede.

## Voksested
Mangefrøet Gåsefod vokser på forstyrret bund, der kan være muld, ler eller grus. Af og til som ukrudt på marker, i haver nær bebyggelse og i skovrydninger.
Den findes hist og her på Øerne og Bornholm, men er meget sjælden i resten af landet.
| Portal | Portal:Botanik |